# Боевой киносборник № 6
«Боевой киносборник № 6» — шестой фильм серии из тринадцати боевых киносборников, вышедших в годы Великой Отечественной войны. Киносборник выпущен на экраны 24 ноября 1941 года.

## Сюжет

### Женщины воздушного флота
Во времена второй мировой войны англичане боготворили женщин, работающих в воздушных частях ВВС Великобритании.

### Пир в Жирмунке
В основе новеллы лежит подлинный факт, почерпнутый из материалов Совинформбюро.
Старая женщина Прасковья (Анастасия Зуева) остаётся в деревне, оккупированной немцами, желая отомстить. Для этого она придумала такой план: усыпить подозрения оккупантов (когда они придут к ней за продуктами) и угостить как можно большее их число отравленной пищей.
Чтобы у врагов не осталось никаких сомнений в её искренности, она вместе с ними ест отравленную пищу и тоже погибает.

### Боевая песня о славе русского оружия
Песня поднимала духом защитников Родины, была неотрывно связана с боевой доблестью великих предков…

## В ролях
- Александра Данилова
- Николай Крючков
- Владимир Уральский
- Анастасия Зуева — Прасковья[1]
- Сергей Мартинсон
- Зоя Фёдорова
- Алексей Дикий,
- П. Герога
- Владимир Яхонтов
- Сергей Маркушев